# 어둠의 저편
《어둠의 저편》(일본어: アフタ-ダ-ク, 영어: afterdark)은 무라카미 하루키가 2005년에 발매한 장편 소설이다.